# Busanh
Busanh (francès Buzan) és un municipi francès, situat a la regió d'Occitània, departament de l'Arieja.